# Tercera Federación - Grupo IV 2025-26
La temporada 2025-26 del Grupo IV de la Tercera Federación de fútbol comenzará el 7 de septiembre de 2025 y finalizará el 10 de mayo de 2026. Posteriormente se disputará la promoción de ascenso entre el 17 de mayo y el 7 de junio en su fase territorial, y para finalizar en su fase nacional entre el 14 y 21 de junio. Se trata de la cuarta edición tras la restructuración de las categorías no profesionales por parte de la RFEF a causa de la pandemia global causada por el Coronavirus; y es la quinta categoría a nivel nacional.

## Sistema de competición
Participan dieciocho clubes encuadrados en un único grupo. Se enfrentan todos contra todos en dos ocasiones -una en campo propio y otra en campo contrario- durante un total de 34 jornadas. El orden de los encuentros se decide por sorteo antes de empezar la competición. La Federación de Fútbol del País Vasco es la responsable de designar las fechas de los partidos y los árbitros de cada encuentro, reservando al equipo local la potestad de fijar el horario exacto de cada encuentro.
Una vez finalizada la competición, el primer clasificado asciende directamente a Segunda Federación y se proclama campeón de Tercera Federación.
Los clasificados entre el segundo y el quinto lugar disputan un Play Off territorial en formato de eliminatorias a doble partido ida y vuelta. En caso de empate el vencedor de la eliminatoria es el equipo mejor clasificado. El equipo vencedor de este Play Off se clasifica a la Promoción de ascenso a Segunda Federación que tiene carácter de final interterritorial.
Los tres últimos clasificados descienden directamente a Divisiones Regionales. Puede haber más descensos por arrastre provocados por descensos de superior categoría.

## Ascensos y descensos
| Pos. | Ascendidos a 2.ª Federación |
| ---- | --------------------------- |
| 1º   | C. D. Basconia              |
| 4º   | S. D. Beasáin               |

| Pos. | Descendidos de 2.ª Federación |
| ---- | ----------------------------- |
| 16º  | Real Sociedad "C"             |

| Pos. | Ascendido de División de Honor de Vizcaya |
| ---- | ----------------------------------------- |
| 1º   | S. D. Zamudio                             |

| Pos. | Ascendido de División de Honor Regional de Guipúzcoa |
| ---- | ---------------------------------------------------- |
| 1º   | Añorga K. K. E.                                      |
| 2º   | Zarautz K. E.                                        |

| Pos. | Ascendido de Regional Preferente de Álava |
| ---- | ----------------------------------------- |
| 1º   | C. D. Aurrera de Vitoria                  |

| Pos. | Descendidos a Divisiones Regionales |
| ---- | ----------------------------------- |
| 16.º | Urduliz F. T.                       |
| 17.º | C. D. Padura                        |
| 18.º | A. D. San Viator                    |

## Equipos

### Listado de equipos
| Equipo                   | Localidad       | Estadio                 | Capacidad |
| ------------------------ | --------------- | ----------------------- | --------- |
| Deportivo Alavés "C"     | Vitoria         | Ibaia                   | 1300      |
| Añorga K. K. E.          | Añorga          | Zementos Rezola         |           |
| U. D. Aretxabaleta       | Arechavaleta    | Ibarra                  | 500       |
| C. D. Aurrera de Vitoria | Vitoria         | Olaranbe                | 4000      |
| C. D. Derio              | Derio           | Ibaiondo                | 500       |
| S. D. Deusto             | Deusto, Bilbao  | Etxezuri                | 1000      |
| S. C. D. Durango         | Durango         | Tabira                  | 3000      |
| S. D. Eibar "C"          | Éibar           | Unbe                    | 500       |
| C. D. Lagun Onak         | Azpeitia        | Garmendipe              | 2500      |
| S. D. Leioa              | Lejona          | Sarriena                | 3741      |
| Pasaia KE                | Pasajes         | Jesús Mari Zamora       | 2000      |
| Club Portugalete         | Portugalete     | La Florida              | 5000      |
| Real Sociedad "C"        | San Sebastián   | Zubieta                 | 1000      |
| C. D. San Ignacio        | Adurza, Vitoria | Adurtzabal              | 400       |
| C. D. Santurtzi          | Santurce        | San Jorge               | 2000      |
| Touring K. E.            | Rentería        | Fandería                | 1500      |
| S. D. Zamudio            | Zamudio         | Gazituaga               | 1000      |
| Zarautz K. E.            | Zarauz          | Aritzbatalde Kiroldegia | 800       |

| Alavés "C" Añorga Aretxabaleta Aurrera Vitoria C. Durango Derio Deusto Eibar "C" Lagun Onak Leioa Pasaia Portugalete Real Sociedad San Ignacio Santurtzi Touring Zamudio Zarautz |

### Equipos por provincia
| N.º | Provincia | Equipos |
| --- | --------- | --- |
| 8   | Guipúzcoa | Añorga K. K. E., U. D. Aretxabaleta, S. D. Eibar "C", C. D. Lagún Onak, Pasaia K. E., Real Sociedad "C", Touring K. E. y Zarautz K. E.. |
| 7   | Vizcaya   | C. D. Derio, S. D. Deusto, S. C. D. Durango, S. D. Leioa, Club Portugalete, C. D. Santurtzi y S. D. Zamudio.                            |
| 3   | Álava     | Deportivo Alavés "C", C. D. Aurrera de Vitoria y C. D. San Ignacio.                                                                     |

## Clasificación
| Pos. | Equipo                   | Pts. | PJ | G | E | P | GF | GC | Dif. |                                                                   |
| ---- | ------------------------ | ---- | -- | - | - | - | -- | -- | ---- | ----------------------------------------------------------------- |
| 1    | Deportivo Alavés "C"     | 0    | 0  | 0 | 0 | 0 | 0  | 0  | 0    | Ascenso a Segunda Federación                                      |
| 2    | Añorga K. K. E.          | 0    | 0  | 0 | 0 | 0 | 0  | 0  | 0    | Acceso a Promoción de Ascenso a Segunda Federación y Copa del Rey |
| 3    | U. D. Aretxabaleta       | 0    | 0  | 0 | 0 | 0 | 0  | 0  | 0    | Acceso a Promoción de Ascenso a Segunda Federación                |
| 4    | C. D. Aurrera de Vitoria | 0    | 0  | 0 | 0 | 0 | 0  | 0  | 0    | Acceso a Promoción de Ascenso a Segunda Federación                |
| 5    | S. C. D. Durango         | 0    | 0  | 0 | 0 | 0 | 0  | 0  | 0    | Acceso a Promoción de Ascenso a Segunda Federación                |
| 6    | C. D. Derio              | 0    | 0  | 0 | 0 | 0 | 0  | 0  | 0    |                                                                   |
| 7    | S. D. Deusto             | 0    | 0  | 0 | 0 | 0 | 0  | 0  | 0    |                                                                   |
| 8    | S. D. Eibar "C"          | 0    | 0  | 0 | 0 | 0 | 0  | 0  | 0    |                                                                   |
| 9    | C. D. Lagun Onak         | 0    | 0  | 0 | 0 | 0 | 0  | 0  | 0    |                                                                   |
| 10   | S. D. Leioa              | 0    | 0  | 0 | 0 | 0 | 0  | 0  | 0    |                                                                   |
| 11   | Pasaia K. E.             | 0    | 0  | 0 | 0 | 0 | 0  | 0  | 0    |                                                                   |
| 12   | Club Portugalete         | 0    | 0  | 0 | 0 | 0 | 0  | 0  | 0    |                                                                   |
| 13   | Real Sociedad "C"        | 0    | 0  | 0 | 0 | 0 | 0  | 0  | 0    |                                                                   |
| 14   | C. D. San Ignacio        | 0    | 0  | 0 | 0 | 0 | 0  | 0  | 0    |                                                                   |
| 15   | C. D. Santurtzi          | 0    | 0  | 0 | 0 | 0 | 0  | 0  | 0    |                                                                   |
| 16   | Touring K. E.            | 0    | 0  | 0 | 0 | 0 | 0  | 0  | 0    | Descenso a Divisiones Regionales                                  |
| 17   | S. D. Zamudio            | 0    | 0  | 0 | 0 | 0 | 0  | 0  | 0    | Descenso a Divisiones Regionales                                  |
| 18   | Zarautz K. E.            | 0    | 0  | 0 | 0 | 0 | 0  | 0  | 0    | Descenso a Divisiones Regionales                                  |

Actualizado a los partidos jugados el 7 de septiembre de 2025.
 Fuente: BeSoccer

### Evolución de la clasificación
| Jornada | 1 | 2 | 3 | 4 | 5 | 6 | 7 | 8 | 9 | 10 | 11 | 12 | 13 | 14 | 15 | 16 | 17 | 18 | 19 | 20 | 21 | 22 | 23 | 24 | 25 | 26 | 27 | 28 | 29 | 30 | 31 | 32 | 33 | 34 |
| Equipo  |   |   |   |   |   |   |   |   |   |    |    |    |    |    |    |    |    |    |    |    |    |    |    |    |    |    |    |    |    |    |    |    |    |    |
| ------- | - | - | - | - | - | - | - | - | - | -- | -- | -- | -- | -- | -- | -- | -- | -- | -- | -- | -- | -- | -- | -- | -- | -- | -- | -- | -- | -- | -- | -- | -- | -- |
|         |   |   |   |   |   |   |   |   |   |    |    |    |    |    |    |    |    |    |    |    |    |    |    |    |    |    |    |    |    |    |    |    |    |    |

## Resultados
| Local \ Visitante        | ALA | AÑO | ARE | AUR | CDU | DER | DEU | EIB | LAG | LEI | PAS | POR | RSO | SNI | SNT | TOU | ZAM | ZAR |
| ------------------------ | --- | --- | --- | --- | --- | --- | --- | --- | --- | --- | --- | --- | --- | --- | --- | --- | --- | --- |
| Deportivo Alavés "C"     | —   |     |     |     |     |     |     |     |     |     |     |     |     |     |     |     |     |     |
| Añorga K. K. E.          |     | —   |     |     |     |     |     |     |     |     |     |     |     |     |     |     |     |     |
| U. D. Aretxabaleta       |     |     | —   |     |     |     |     |     |     |     |     |     |     |     |     |     |     |     |
| C. D. Aurrera de Vitoria |     |     |     | —   |     |     |     |     |     |     |     |     |     |     |     |     |     |     |
| S. C. D. Durango         |     |     |     |     | —   |     |     |     |     |     |     |     |     |     |     |     |     |     |
| C. D. Derio              |     |     |     |     |     | —   |     |     |     |     |     |     |     |     |     |     |     |     |
| S. D. Deusto             |     |     |     |     |     |     | —   |     |     |     |     |     |     |     |     |     |     |     |
| S. D. Eibar "C"          |     |     |     |     |     |     |     | —   |     |     |     |     |     |     |     |     |     |     |
| C. D. Lagun Onak         |     |     |     |     |     |     |     |     | —   |     |     |     |     |     |     |     |     |     |
| S. D. Leioa              |     |     |     |     |     |     |     |     |     | —   |     |     |     |     |     |     |     |     |
| Pasaia K. E.             |     |     |     |     |     |     |     |     |     |     | —   |     |     |     |     |     |     |     |
| Club Portugalete         |     |     |     |     |     |     |     |     |     |     |     | —   |     |     |     |     |     |     |
| Real Sociedad "C"        |     |     |     |     |     |     |     |     |     |     |     |     | —   |     |     |     |     |     |
| C. D. San Ignacio        |     |     |     |     |     |     |     |     |     |     |     |     |     | —   |     |     |     |     |
| C. D. Santurtzi          |     |     |     |     |     |     |     |     |     |     |     |     |     |     | —   |     |     |     |
| Touring K. E.            |     |     |     |     |     |     |     |     |     |     |     |     |     |     |     | —   |     |     |
| S. D. Zamudio            |     |     |     |     |     |     |     |     |     |     |     |     |     |     |     |     | —   |     |
| Zarautz K. E.            |     |     |     |     |     |     |     |     |     |     |     |     |     |     |     |     |     | —   |